# Ахтерхук

Неофициальный флаг Ахтерхука

Карта

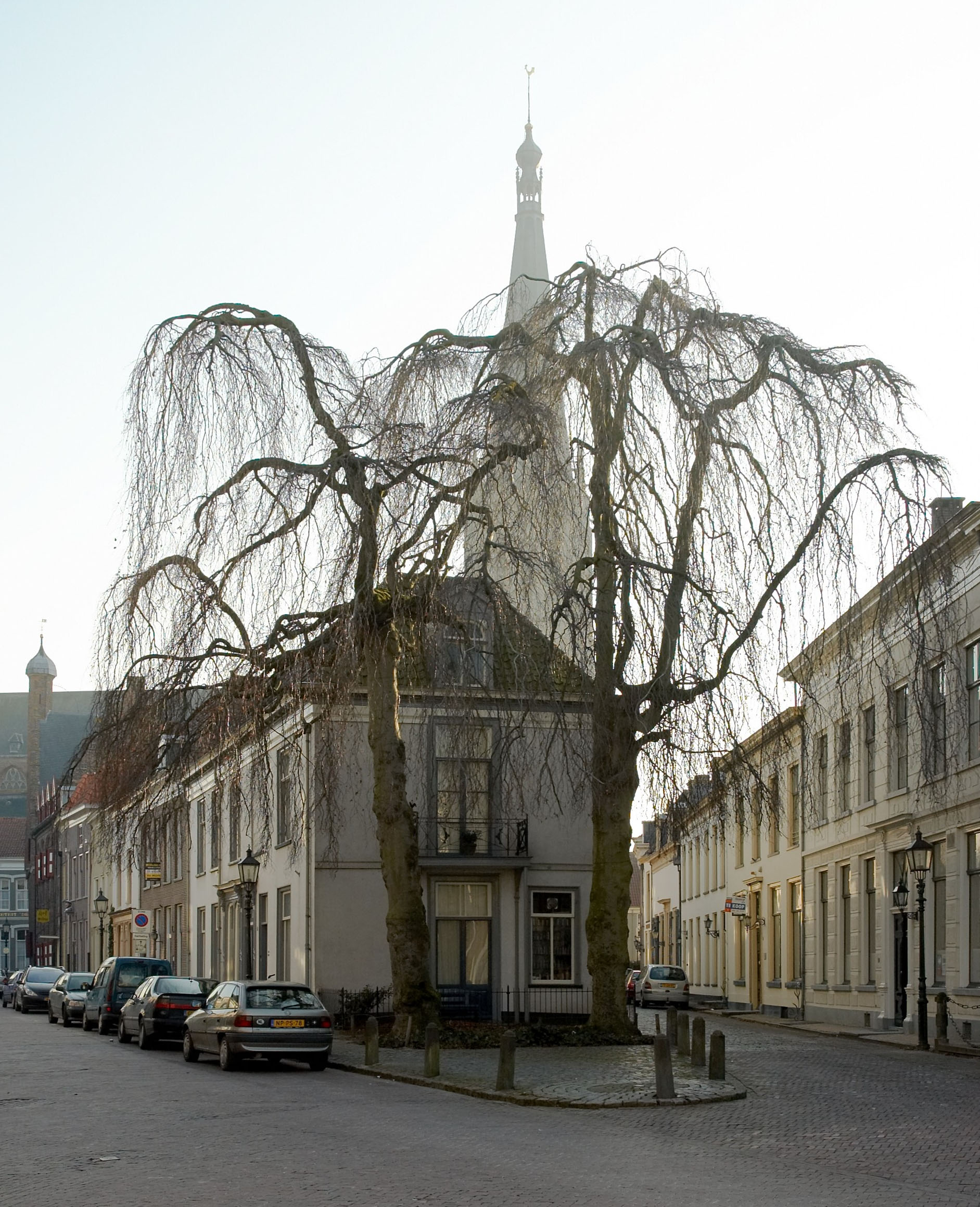
Улица в Дусбурге

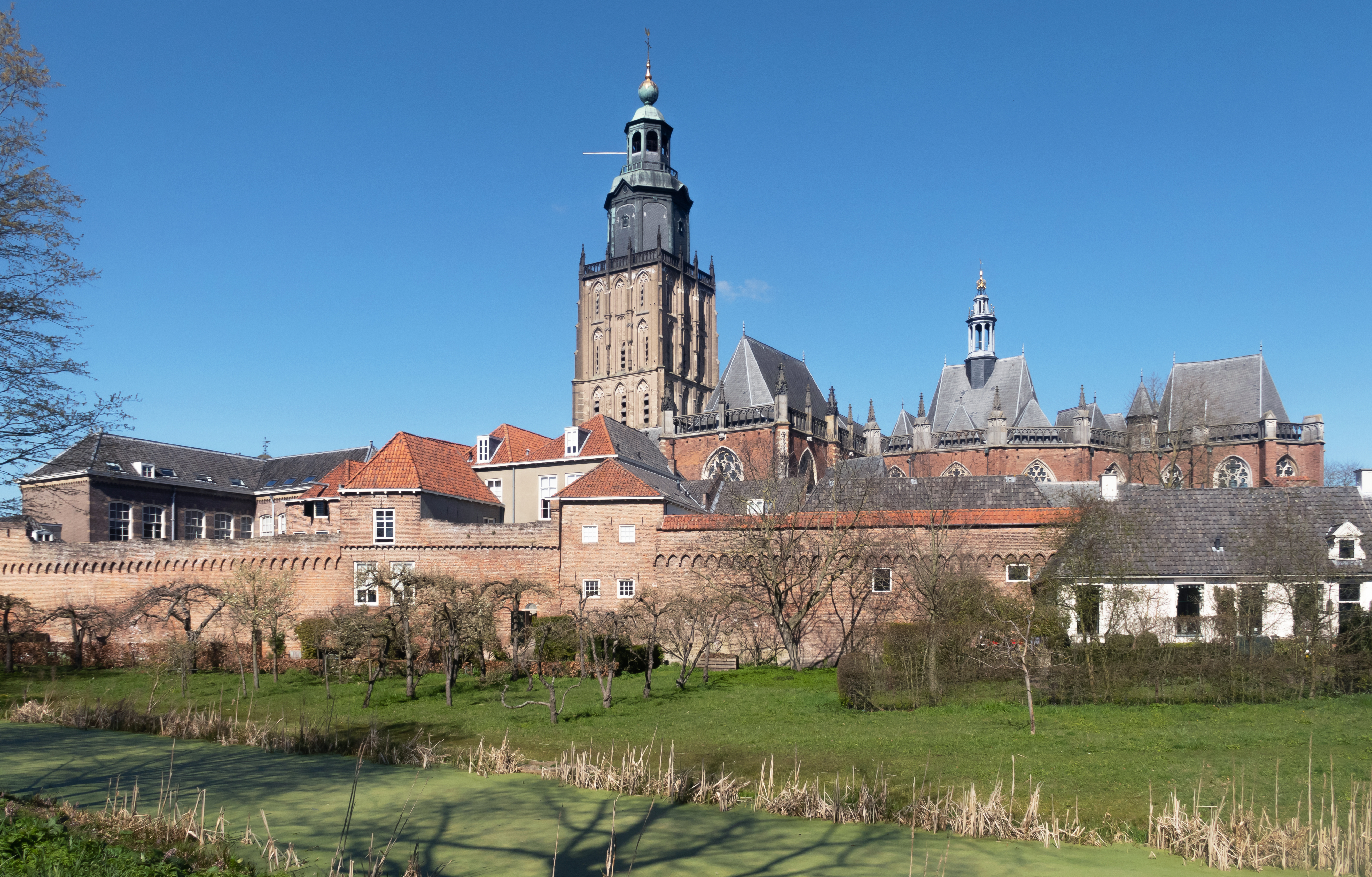
Зютфен

Ахтерхук (нидерл. Achterhoek) — регион в нидерландской провинции Гелдерланд.

## География
Ахтерхук расположен на востоке Гелдерланда, между рекой Эйссел на западе и границей с Германией на востоке и юго-востоке. Севернее Ахтерхука находятся регионы провинции Оверэйссел — Твенте и Салланд. Своё название получил от поэта Виллема Слёйтера в середине XVII века (Achterhoek в переводе означает «задний угол»); в Средневековье носил название Хамаланд. В целом Ахтерхук занимает территорию находившегося здесь ранее графства Зютфен.
В административном отношении в Ахтерхук входят города-общины Алтен, Беркелланд, Бронкхорст, Дусбург, Дутинхем, Лохем, Ост-Гелре, Ауд-Эйсселстрек, Винтерсвейк и Зютфен.

## Хозяйство и население
Ахтерхук — это преимущественно сельскохозяйственный регион. Развивается также туризм. Широко известна производимая здесь традиционно марка пива Grolsch.
Население Ахтерхука придерживается протестантского вероисповедания, с небольшими вкраплениями католического меньшинства. Разговорный диалект — ахтерхукский (нижнесаксонская группа).